# Tiger-Lilie

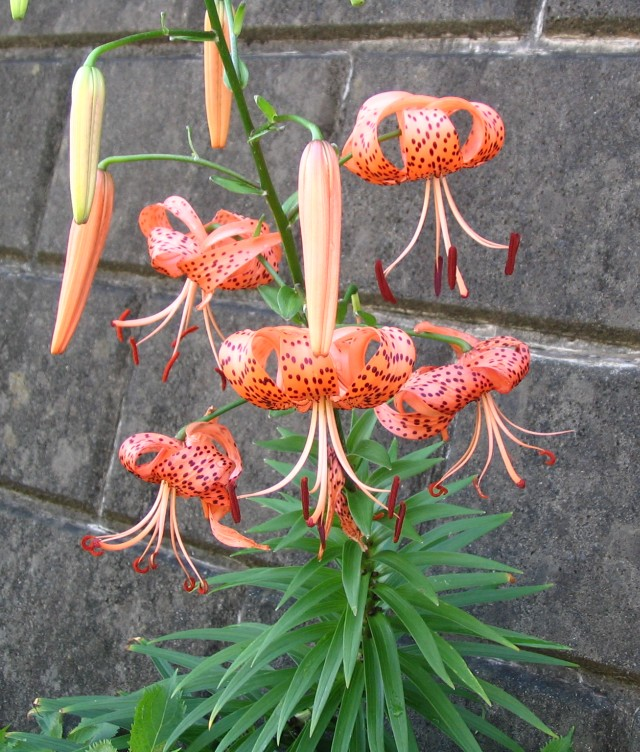
Tiger-Lilie (Lilium lancifolium)

Tiger-Lilie (Lilium lancifolium), Illustration

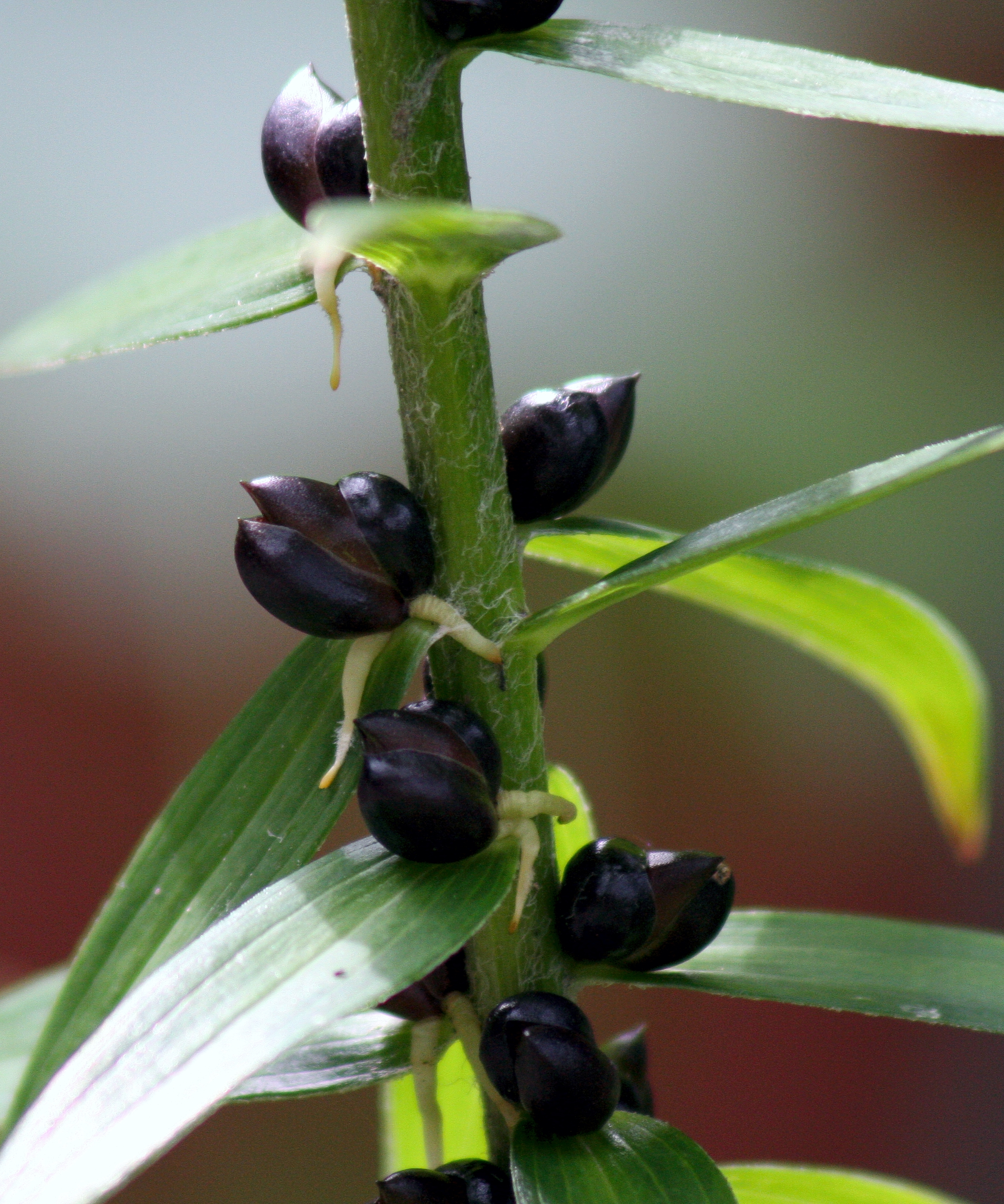
Bulbillen

Die Tiger-Lilie (Lilium lancifolium, Syn.: Lilium tigrinum) ist eine Art aus der Gattung der Lilien (Lilium) in der Sektion Sinomartagon innerhalb der Familie der Liliengewächse (Liliaceae).

## Beschreibung
Die Tiger-Lilie erreicht eine Wuchshöhe von 80 cm bis 150 cm und eine Breite von ungefähr 25 cm. Die Zwiebeln sind rundlich und erreichen einen Durchmesser von etwa 4–8 cm. Sie sind mit weißen bis gelblich-weißen Schuppen überzogen und bilden Stolonen aus. Der Stängel ist hart und gerade mit purpurnen Streifen. Er ist von weißen, kurzen, steifen Haaren bedeckt. Die Blätter sind lanzettförmig, zwischen 3 und 18 cm lang und zwischen 0,5 und 3 cm breit. Sie sind mit ebenfalls weißen, wolligen Haaren übersät. Der Blattrand ist papillös zur Spitze hin angeschärft. In den Blattachseln der oberen Blätter bilden sich dunkelbraune, erbsengroße Achselbulbillen aus.
Die Pflanze blüht von Juli bis August mit drei bis sechs, in Kultur auch bis zu 20, in einer Rispe waagerecht bis nickender Blüten. Die Blüten bestehen aus sechs stark zurückgebogenen 6–10 cm langen Blütenblättern (Türkenbundform). Es sind drei lanzettförmige Kron- und drei breitere Kelchblätter, die sich aber sehr ähnlich sehen. Die Grundfarbe der Blüten ist zinnoberrot mit dunklen purpurnen Punkten. Die Nektarien sind papillös mit bewimperten Anhängseln auf beiden Oberflächen. Die Staubbeutel sind zusammenneigend und werden etwa 20 mm lang. Die Pollen sind dunkelbraun, und die weißen bis hellroten Staubfäden unbehaart. Der Fruchtknoten wird 15–20 mm groß, der Griffel 45–65 mm. Die Kapseln sind schmal-eiförmig bis länglich-rund, 3 bis 4 cm lang und reifen im September / Oktober.
Tiger-Lilien in Kultur sind fast ausschließlich polyploid und steril, ihre Vermehrung verläuft über Achselbulben, die genetisch identische Pflanzen hervorbringen. Die diploide Wildform vermehrt sich über Samen und Achselbulben. Die Chromosomenzahl beträgt 2n=24 bei der Wildform, 2n=36 bei der polyploiden Kulturpflanze.

## Verbreitung
Die Tiger-Lilie kommt in Anhui, Gansu, Guangxi, Hebei, Henan, Hubei, Hunan, Jiangsu, Jiangxi, Jilin, Qinghai, Shaanxi, Shandong, Shanxi, Sichuan, Xinjiang und Zhejiang in der Volksrepublik China vor, wird seltener auch in Korea und Japan gefunden.
Sie bevorzugt einen lehmigen, aber nicht staunassen Boden. Oft wird sie auf grasigen Hängen zwischen 400 und 2500 m NN gefunden.

## Systematik und Taxonomie
Die Tiger-Lilie wurde 1794 durch Carl Peter Thunberg in Transactions of the Linnean Society of London Band 3, Seite 333 erstbeschrieben. Lilium lancifolium Thunb. hat die Synonyme: Lilium tigrinum Ker Gawl., Lilium lishmannii T.Moore, Lilium leopoldii Baker.
Man kann auch eine Varietät Lilium lancifolium var. flaviflorum Makino unterscheiden.

## Kultivierung
Die Zwiebeln der Tiger-Lilie sind essbar, daher wird sie seit Jahrhunderten in China kultiviert. Die Zwiebel ist leicht bitter und erinnert an Pastinaken. Sie ist sehr stärkehaltig und wird getrocknet und gemahlen zum Andicken von Suppen und Soßen verwendet.
Die Zwiebel soll in der volkstümlichen Medizin harntreibend und schleimlösend wirken. Außerdem werden ihr herzkräftigende Eigenschaften und Stärkung der Sehkraft zugesagt. In der chinesischen Medizin wird sie oft eingesetzt. Die Blüten sollen die Muskulatur des Augenlids stärken und werden zur Behandlung von Stabsichtigkeit eingesetzt. Eine starke Tinktur aus den Blüten wird zur Auslösung von Wehen eingesetzt, sie verursacht Kontraktionen der Gebärmutter.
Die Art ist ein wichtiger Elternteil der 'Midcentury Hybriden'.

## Kulturgeschichte

### Musik
Die britische Band The Tiger Lillies ist nach der Pflanze benannt.